# Firme en Español
Firme en Español – trzeci studyjny album zespołu Voodoo Glow Skulls. Album został wydany 26 marca 1996 roku przez Epitaph Records. Na płycie znajdują się piosenki z poprzedniej płyty napisane w języku hiszpańskim.

## Utwory
1. Lazar La Luna
2. Monstrua Del Gabinete
3. Charlie Brown
4. Celds Borrachero
5. Atletas Del Infierno
6. Problems Caminado
7. Dame Alguien Enquien Confiar
8. Botellas Vacias
9. Randy Gordo
10. Adicto A Tienda Seguna Mano
11. El Coo Cooi
12. Metodo A Esta Locura
13. Construction
14. Malas Palabras
15. Staque De Nicotina
16. Jugetes Desjustados

## Autorzy
- Frank Casillas – wokal
- Eddie Casillas – gitara elektryczna
- Jorge Casillas – gitara basowa
- Jerry O’Neill – perkusja
- Brodie Johnson – trąbka
- Gabriel Dunn – trąbka
- James Hernandez – saksofon